# Защитная группа

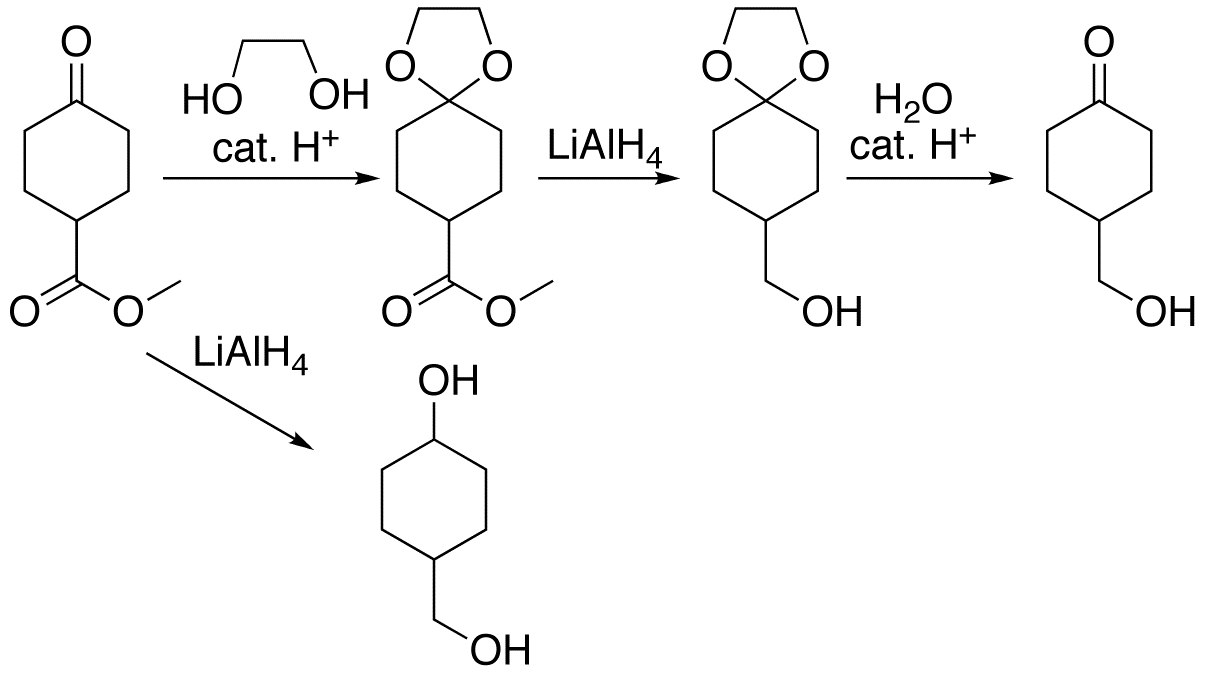
Пример использования защитной группы в органическом синтезе. Алюмогидрид лития может реагировать со сложноэфирной и карбонильной группами. Если нужно провести реакцию со сложноэфирной группой не затрагивая карбонильную, последнюю временно «защищают» путём преобразования в кеталь.

Защитная группа — функциональная группа, временно вводящаяся в молекулу химического соединения для обеспечения хемоселективности протекания необходимой химической реакции. Защитные группы играют важную роль в органическом синтезе.
Некоторые используемые в органическом синтезе реагенты могут взаимодействовать сразу со многими функциональными группами преобразуемой молекулы. В том случае, если необходимо провести реакцию только с одним типом функциональных групп, не задевая остальные, последние модифицируют («защищают») при помощи защитных групп. После проведения такой реакции защитную группу удаляют, получая исходную или модифицированную функциональную группу.
Примером защитных групп карбонильных соединений являются ацетальная и дитиановая группы. 
Часто для обозначения защитных групп применяются их сокращённые названия (аббревиатуры). Например, Su — сукцинимидил, или Mte — 2,3,5,6-Тетраметил-4-метоксибензолсульфонил. Чаще всего аббревиатуры представлены на английском языке, на котором они и расшифровываются. Тот же Su можно расшифровать, как Succinimidyl.

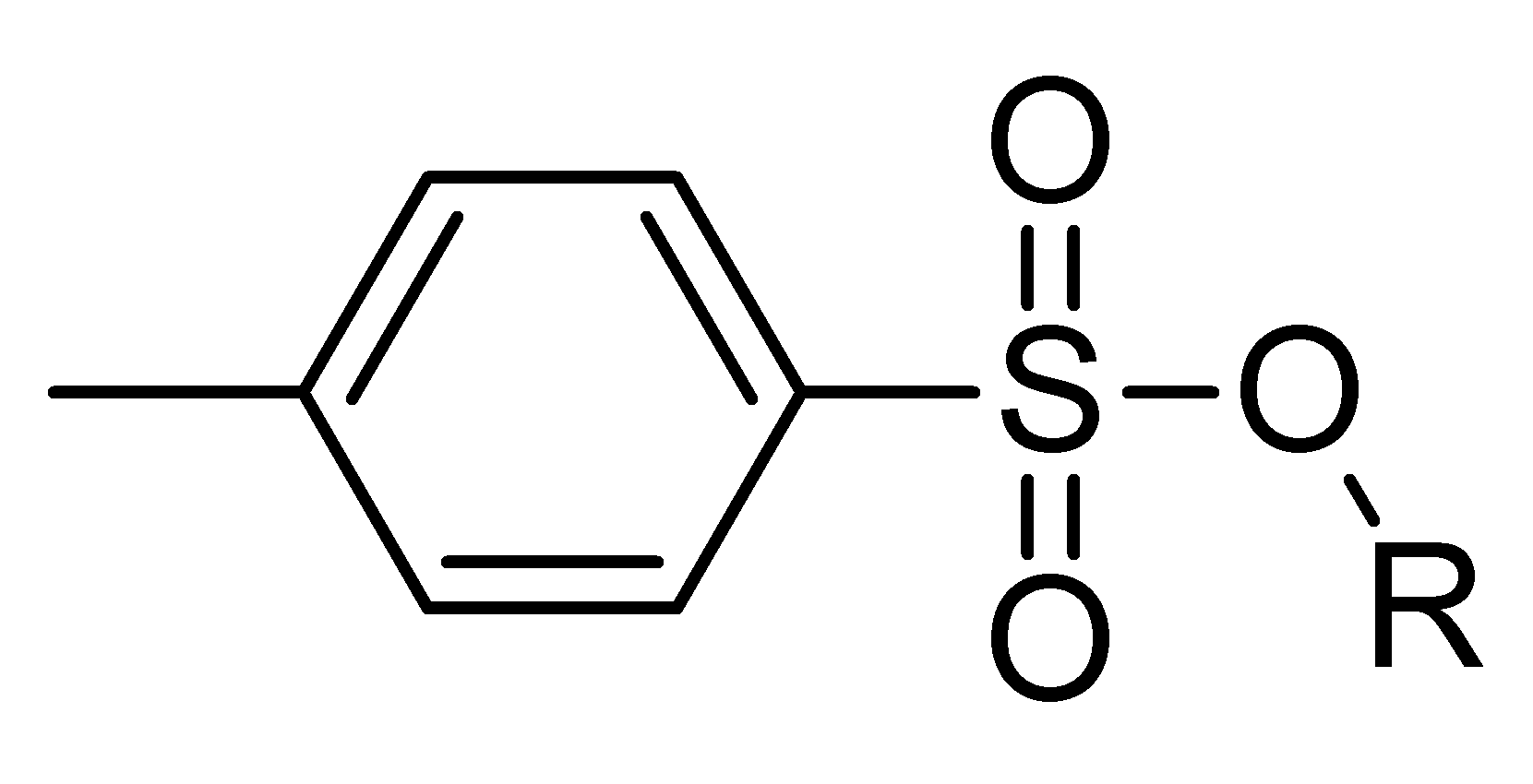
Ts (п-толуолсульфонил). Распространённая протекторная группа, применяемая для защиты гидроксильной, фенольной групп